# Белополье (Винницкая область)
Белопо́лье (укр. Білопілля) — село на Украине, находится в Казатинском районе Винницкой области.
Код КОАТУУ — 0521480403. Население по переписи 2001 года составляет 702 человека. Почтовый индекс — 22120. Телефонный код — 4342.
Занимает площадь 3,158 км².

## Адрес местного совета
22120, Винницкая область, Казатинский р-н, с.Белополье, ул. Буденного, 3а

## История
В 1626 году в Белополье уже существовал деревянный костел св.Антония, построенный владельцем села Антоном Тишкевичем. Костел находился на возвышенности, на городе старого городища с замком.
Белополье нанесено на карту Гийома де Боплана 1648 года.
С 1740 принадлежало графу Завиши, с 1781 - Викентию Тишкевичу, писарю Литовскому. При нем в городе проходило 10 ярмарки в год.
В 1814 году владелец села Викентий Тишкевич строит новый каменный костел в честь св. Антония из Падуи. В храме находилась чудотворная икона святого. В крипте – погребение членов рода. В костел вел арочный каменный мост.

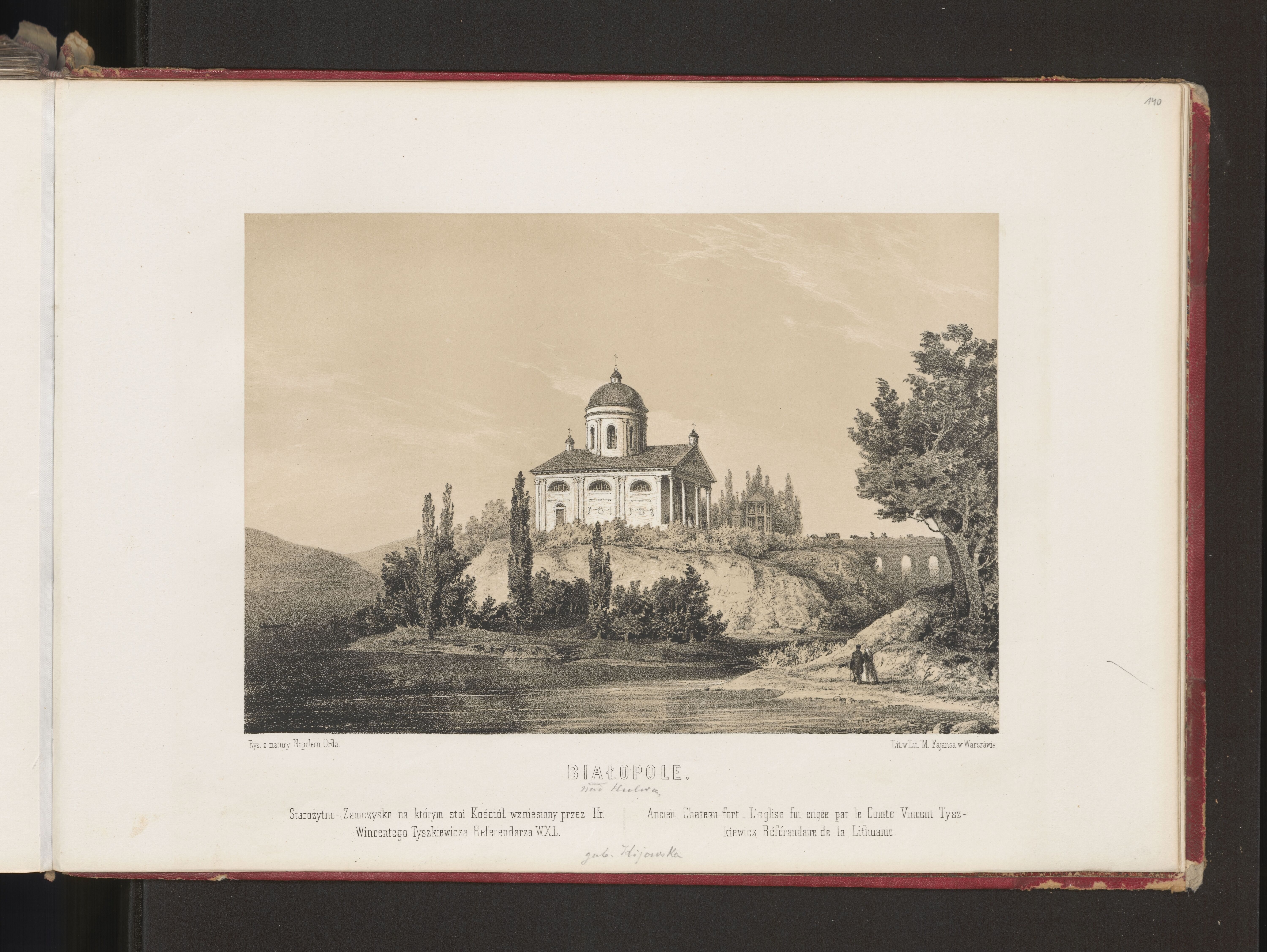
Костел св.Антония Падуанского, Белополье 1875

В XIX в. село Махновского уезда, с 1846 г. Бердичевского уезда Киевской губернии.
Православная приходская церковь св. Петра и Павла, существовавшая не менее с 1797 года, это вытекает из даты сохранившихся метрических книг. К приходу относились также жители поселка Татарский Поселок. В 1845 году церковь была построена.
К костелу св.Антония принадлежали верные РКЦ из сел Бровки, Великие Гадомцы, Гадомчики (Малые Гадомцы), Закутинцы, Иванковцы, Камни, Кашперовка, Казатин, Лебединцы, Малая Чернявка, Непединцы, Панасовка, Радзивиловка, Садки, Садки, , Халаимгородок, Чернорудка. Метрические книги находятся в ЦГИАК
В середине XIX ст. село принадлежало Карлу Гавриловичу Тишкевичу.
По состоянию на 1885 год в бывшем владельческом городке, центре Белопольской волости Бердичевского уезда Киевской губернии, проживало 932 человека, насчитывалось 141 дворовое хозяйство, существовали католический костел, синагога, еврейский молитвенный дом, школа, почта , водяная и ветряная мельница, происходило 7 ярмарок в год. Через версту — пивоваренный завод.
По переписи 1897 количество жителей возросло до 2619 человек (1271 мужского пола и 1348 - женского), из которых 1423 - православной веры, 1141 - иудейской.
В 1957 году коммунистические власти уничтожили костел св. Антония, будто бы для строительства дороги. После разрушения оказалось, что материал для этого непригоден. Вместе с костелом были уничтожены и погребения. Сейчас при въезде в деревню со стороны Бердичева можно увидеть холм, на котором когда-то стоял храм.